# Iași (popor)
Iașii (în maghiară Jászok) au fost un popor sarmatic, parte din grupul alanilor, care s-au stabilit în secolul al XIII-lea în Regatul Ungariei și ulterior Moldova.

## Etimologie
Sarmații vorbeau o limbă indo-europeană iranică. Numele iașilor medievali are probabil aceiași etimologie iranică precum cel al iazigilor antici: în limbile sanskrită și hindi, „Yazg, yash” înseamnă „bună faimă”. Iazigii sunt menționati de Ovidiu ca „Ipse vides onerata ferox ut ducata Iasyx/ Per media Istri plaustra bubulcus aquas” și „Jazyges et Colchi Metereaque turba Getaque/ Danubii mediis vix prohibentur aquis”. Iazigii și alanii erau două ramuri din cele trei ale sarmaților, a treia fiind roxolanii.
Iașii au fost menționați în limba greacă sub formele Ασιοι („Asioi”) și Aσαιοι („Asiaioi”) la Strabon și Ptolemeu iar în latină Asiani la Trogus Pompeius. Sub Aš-Tigor (Ašxarhac'oyc'); D.hsās, Ruhs-Ās și Tūlās, *Tuwal-Ās au apărut la Ahmad ibn Rustah⁠(en)[traduceți] și alte surse orientale.
O inscripție astăzi pierdută pe o piatră miliară romană descoperită în apropiere de Osijek (Croația) în secolul al XVIII-lea menționează existența unui Jassiorum municipium.
Numele maghiar al orașului Iași (Jászvásár) înseamnă cuvânt cu cuvânt „Piața (Târgul) Iașilor”; numele vechi românesc, Târgul Ieșilor (și forma alternativă Iașii), ar putea avea aceeași semnificație.
În Ungaria, iașii au lăsat denumirea de Jász unui comitat și mai multor localități; pe de altă parte, sarmații erau arcași reputați, ori în limba maghiară ijász înseamnă tocmai „arcaș”, iar íj „arc” de unde presupunerea că acest cuvânt s-ar trage tot de la iași.
György Pray⁠(en)[traduceți] în cartea Dissertationes Historico-Criticae In Annales Veteres Hunnorum, Avarum, et Hungarorum (1775) a fost de acord cu interpretarea cu termenul „arcași” provenit din cuvântul vechi maghiar ijász, Iász, provenit la rândul lui din limba cumană.
În Moldova, orașul Iași și județul Iași apar în secolul al XIV-lea sub două denumiri: Aski și Civitas Iassiorum.

## Istoric

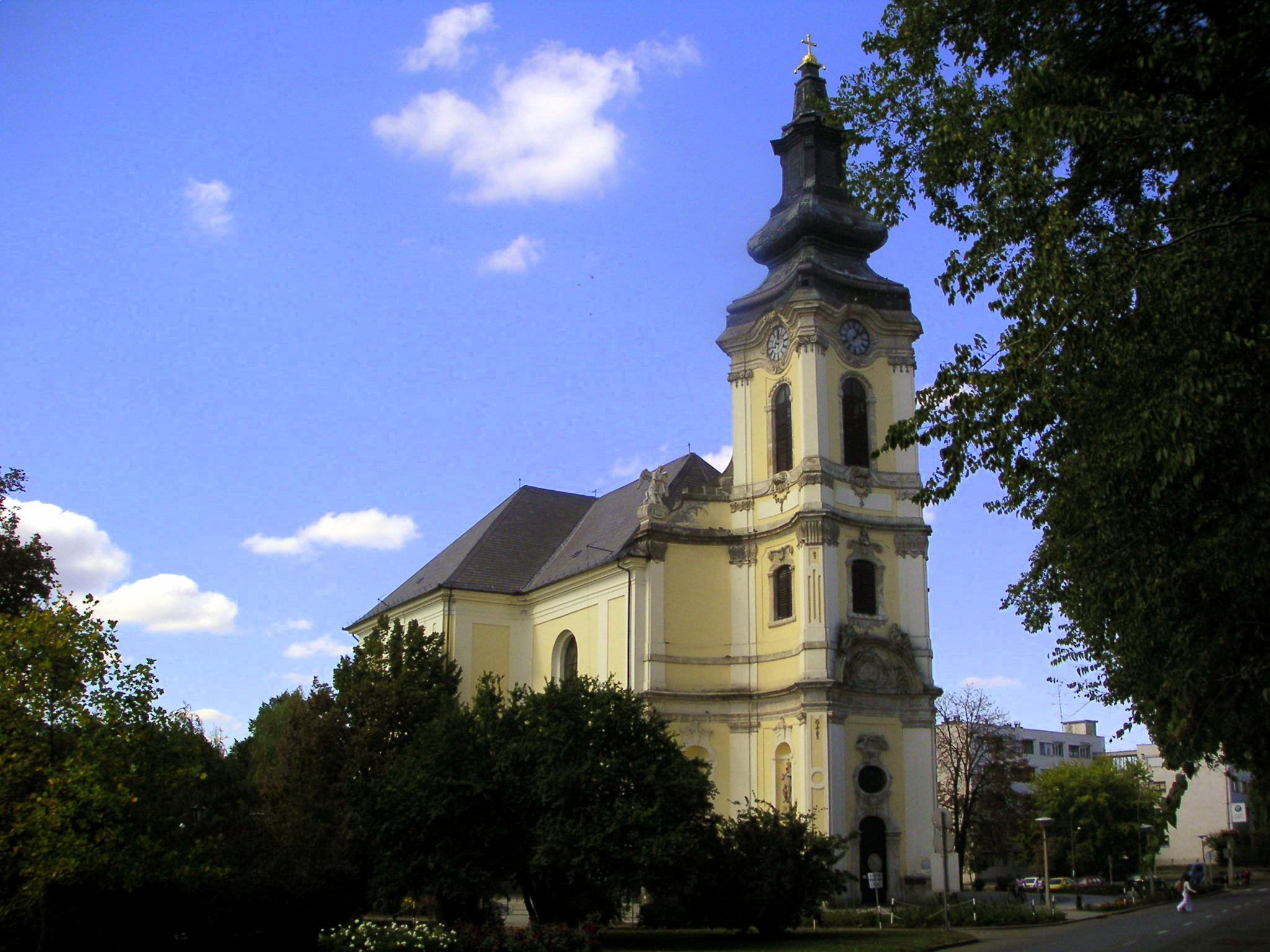
Biserica romano-catolică din Jászberény

Strămoșii iașilor au fost menționați în 965, când au intrat într-un conflict armat cu khazarii, moment în care mai multe neamuri precum uzii, pecenegii, cumanii și iașii s-au împrăștiat și au ajuns în teritoriul viitoarei Moldove și ulterior în Regatul Ungariei din timpul domniei lui Béla al IV-lea, unde nu s-au menținut etnic, ci doar ca armă militară în serviciul regelui.
Iașii au fost menționați în comerțul de sclavi din coloniile italiene, îndeosebi genoveze, din zona de nord a Mării Negre, precum Caffa sau Tana, proces care a început să capete importanță începând cu 1290 și pe parcursul întregului secol al XIV-lea din cauza lipsei de forță de muncă din perioada ciumei din Occident și de cererea de tineri pentru armată și haremurile sultanilor mameluci din Egipt. Sclavii proveneau adesea din prizonieri de război sau tineri vânduți de părinți și erau deseori numiți greșit „tătari” fără nicio altă distincție deoarece proveneau din teritoriile Hoardei de Aur, însă având origini diverse (alani, cumani, mongoli, ruși, cerchezi etc.) și care erau obiectul unui mare număr de tranzacții.
Adorján Magyar⁠(hu)[traduceți] în cartea acestuia Az ősműveltség („Civilizația antică”) a declarat că iașii, denumiți în vechime Filistini, și secuii au aparținut civilizației canaaite.

### În Regatul Ungariei
În jurul anului 1239, regele Béla al IV-lea a permis unor cumani turcici, care se refugiaseră de marea invazie mongolă împreună cu căpetenia lor pe nume Kuthen (Köten), să se stabilească în teritoriul Ungariei Centrale actuale. Printre noii veniți (40.000 de „corturi” estimate), se crede că au sosit unele grupuri de alani după cum dovedește faptul că până în secolul al XIX-lea au avut o administrație strâns legată cu cumanii, menționați ca „iași și cumani”. Totuși, nu sunt consemnați până în 1318, când într-un document este menționată o sclavă iasie. Printre alte mărturii există așa-numita Jassic Carte Blanche (1323), în care regele Carol Robert de Anjou a împuternicit niște iași „Jazones fideles nostri” să lupte în armata sa. Un alt document datat în 1325 menționează patru Jazones circa Chabam commorantes, conținând multe nume, din care unele provin din limba osetă: Hurz, Mokzun, Zakaran, Znagan (sau Zuagan), Zudak (sau Zaduk) etc.
În 1328 Papa a interzis prelaților Bisericii Catolice din Regatul Ungariei impozitarea păgânilor și ereticilor recent convertiți, iar acest lucru explică probabil de ce bisericile cumanilor și iașilor nu au fost înscrise în lista papală de taxe bisericești. O bulă papală din 1351 a favorizat în continuare convertiții iași, cumani și tătari, fiind nevoiți să plătească arhiepiscopului sau diecezanului doar o treime din sumă.
Asimilarea lor a fost progresivă, Georg Werner (Georgius Wernherus) din Silezia, în cartea acestuia De admirandis Hungarianæ aquis hypomnemation (1543) a menționat că „există și astăzi în Ungaria poporul jazigilor, care se numesc pe ei înșiși cu numele prescurtat Jáz și încă își păstrează propria limbă ancestrală și particulară, care este diferită de maghiară”. Nicolaus Olahus, arhiepiscop de Gran (Esztergom), i-a menționat pe jaziges într-o listă a popoarelor din Ungaria care aveau propria lor limbă în acele timpuri („nationes ... quae omnes different inter se utuntur lingua”). Însă conform mărturiei lui Franz Fóris-Otrokocsi, iașii ar fi vorbit deja limba maghiară până în 1693.
Teritoriul ocupat de ei, care și astăzi este numit Jászság, se află între Dunăre și Tisa (Theiss), la est de Budapesta și în împrejurimile actualului Jászberény. Astăzi există șapte localități maghiare cu numele Eszlár sau Oszlár, de origine cumană din forma *Aslar (numele etnic *As- și sufixul plural turcic -lar), precum și două Jászfalu (cu sufixul falu „sat, cătun” din limba maghiară).

## Personalități cu descendență iasie
- István Csukás⁠(en)[traduceți] (1936–2020), poet maghiar câștigător al Premiului Kossuth. Acesta a declarat că provine dintr-o mamă cumancă și tată iasiu.[12]